# Lichtwert
Der Lichtwert LW (englisch exposure value, Ev) bezeichnet in der Fotografie und Fotometrie eine Schar von einander äquivalenten Zeit-Blenden-Kombinationen.

## Definition

Auf der Senkrechten mit dem Lichtwert 12 folgt man nach oben zu einem Kreuzungspunkt und erhält nach rechts und nach links entlang der diagonalen Gitterlinien die beiden dazugehörigen Belichtungseinstellungen für die fotografische Blende und die Belichtungszeit, hier zum Beispiel Blendenzahl 4 und Belichtungszeit 1/250 Sekunde.

Ein Lichtwert LW ist eine Zahl auf einer logarithmischen Skala zur Basis zwei, welche eine Schar von Blendenzahlen und Belichtungszeiten bezeichnet, die für eine gegebene Motivhelligkeit alle zu der gleichen Belichtung führen:
{\displaystyle {\text{LW}}=\log _{2}{\frac {k^{2}}{t}}} (1)
Dabei stehen
- k für die Blendenzahl (= Kehrwert der relativen Öffnung, das heißt große Blendenzahl gleich kleine Öffnung), und
- t für die Belichtungszeit in Sekunden.

Ein Lichtwert von null ist somit als die Belichtung definiert, die rechnerisch zur Blendenzahl 1 und der Belichtungszeit von einer Sekunde äquivalent ist. Bei konstanter Motivhelligkeit entspricht jede Erhöhung des Lichtwertes um eins einer Halbierung der Belichtung, jede Verringerung um eins einer Verdoppelung. Dabei können Lichtwerte auch negativ werden.
Lichtwerte dienen auch zur Beschreibung von Belichtungsdifferenzen oder -korrekturen, wenn offen gelassen werden soll, ob die Differenz bzw. Korrektur konkret durch Änderung der Blende oder Änderung der Belichtungszeit zu realisieren sei. Eine Differenz von einem Lichtwert entspricht einer Differenz von einer Blendenstufe oder einer Zeitstufe.

## Tabelle für die Lichtwerte von Zeit-Blenden-Kombinationen

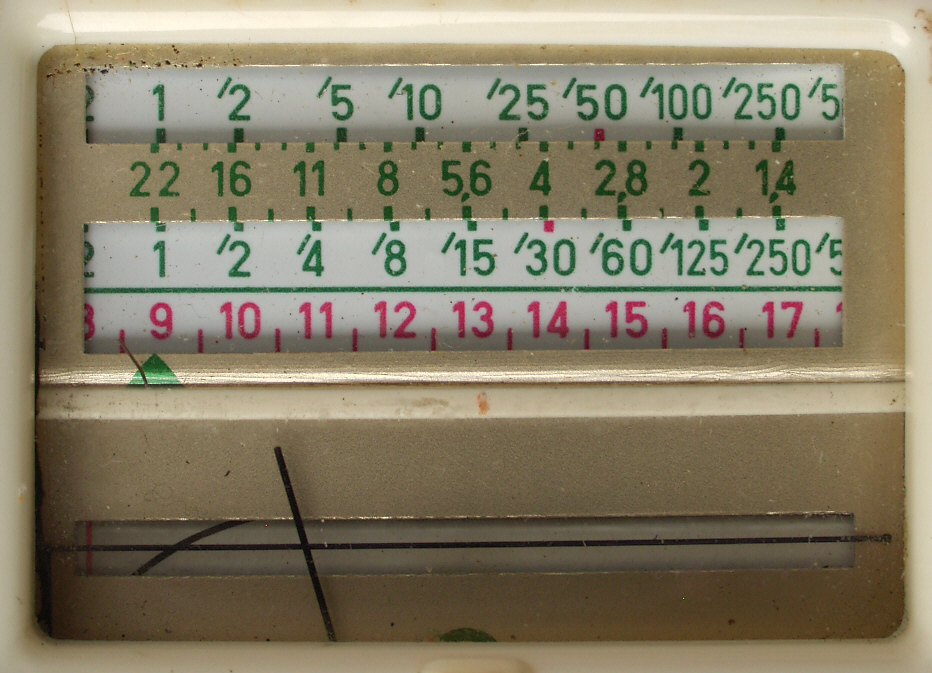
Älterer analoger Belichtungsmesser, der neben Zeit- und Blendenskalen auch eine Lichtwertskala aufweist, hier auf LW 9 eingestellt.

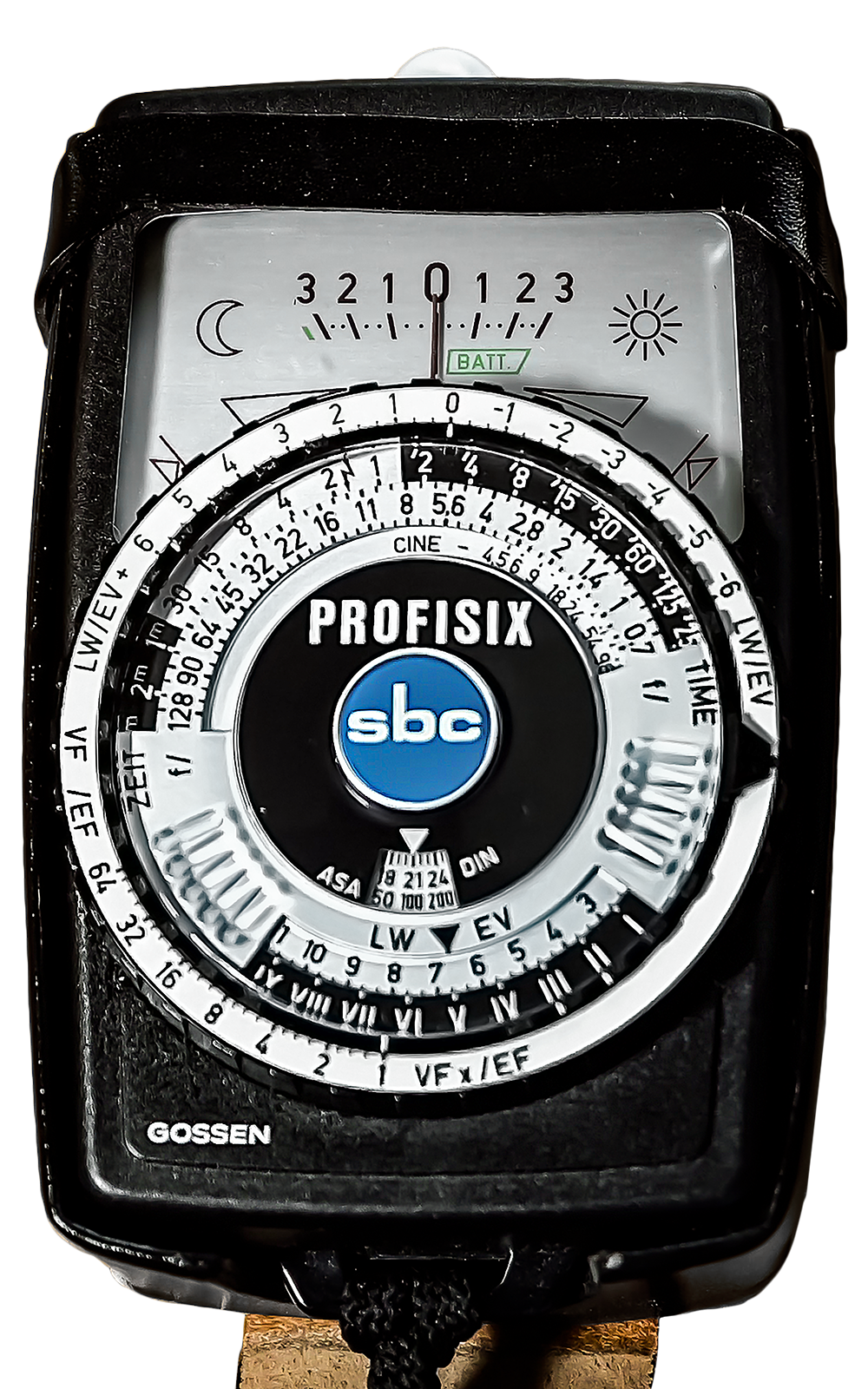
Modernerer Belichtungsmesser Gossen Profisix mit Analoganzeige und Lichtwertskala LW/EV

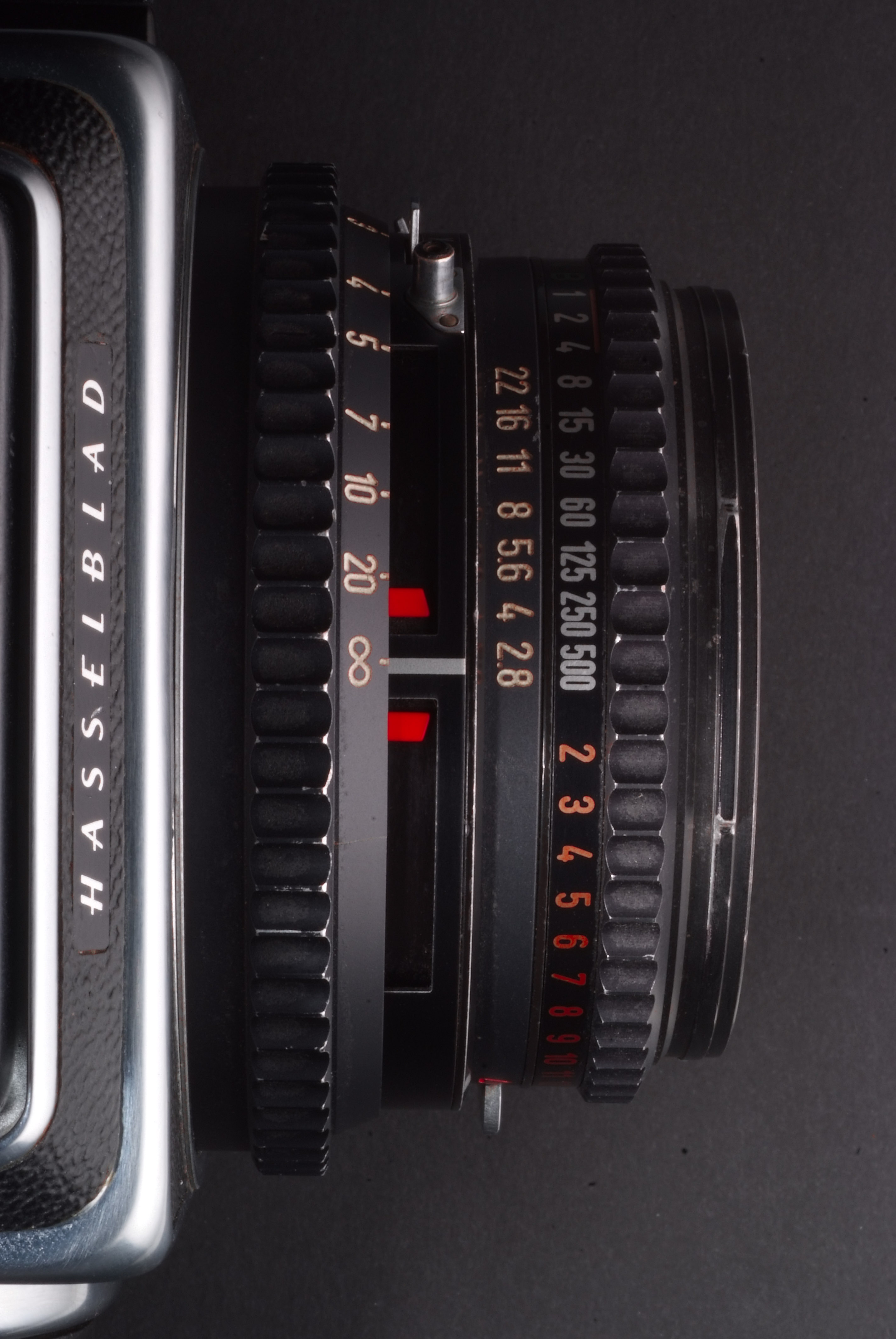
Mittelformat-Objektiv Zeiss Planar 1:2,8/80 mm mit Zentralverschluss und Lichtwertskala (rötliche Zahlen rechts unten, hier LW 12). Die zugehörigen Zeit-Blenden-Paarungen sind rechts oben ablesbar, hier eingestellt auf f/2,8 und 1/500 s.

| LW    | 4 s | 2 s | 1 s | 1/2 s | 1/4 s | 1/8 s | 1/15 s | 1/30 s | 1/60 s | 1/125 s | 1/250 s | 1/500 s | 1/1000 s | 1/2000 s | 1/4000 s |
| ----- | --- | --- | --- | ----- | ----- | ----- | ------ | ------ | ------ | ------- | ------- | ------- | -------- | -------- | -------- |
| f/32  | 8   | 9   | 10  | 11    | 12    | 13    | 14     | 15     | 16     | 17      | 18      | 19      | 20       | 21       | 22       |
| f/22  | 7   | 8   | 9   | 10    | 11    | 12    | 13     | 14     | 15     | 16      | 17      | 18      | 19       | 20       | 21       |
| f/16  | 6   | 7   | 8   | 9     | 10    | 11    | 12     | 13     | 14     | 15      | 16      | 17      | 18       | 19       | 20       |
| f/11  | 5   | 6   | 7   | 8     | 9     | 10    | 11     | 12     | 13     | 14      | 15      | 16      | 17       | 18       | 19       |
| f/8   | 4   | 5   | 6   | 7     | 8     | 9     | 10     | 11     | 12     | 13      | 14      | 15      | 16       | 17       | 18       |
| f/5,6 | 3   | 4   | 5   | 6     | 7     | 8     | 9      | 10     | 11     | 12      | 13      | 14      | 15       | 16       | 17       |
| f/4   | 2   | 3   | 4   | 5     | 6     | 7     | 8      | 9      | 10     | 11      | 12      | 13      | 14       | 15       | 16       |
| f/2,8 | 1   | 2   | 3   | 4     | 5     | 6     | 7      | 8      | 9      | 10      | 11      | 12      | 13       | 14       | 15       |
| f/2   | 0   | 1   | 2   | 3     | 4     | 5     | 6      | 7      | 8      | 9       | 10      | 11      | 12       | 13       | 14       |
| f/1,4 | −1  | 0   | 1   | 2     | 3     | 4     | 5      | 6      | 7      | 8       | 9       | 10      | 11       | 12       | 13       |
| f/1   | −2  | −1  | 0   | 1     | 2     | 3     | 4      | 5      | 6      | 7       | 8       | 9       | 10       | 11       | 12       |

## Belichtungszeit und Blendenzahl
Der Lichtwert setzt sich zusammen aus dem Blendenleitwert LWk (engl. aperture value, Av – nicht zu verwechseln mit „Blendenzahl“) und dem Zeitleitwert LWt (engl. time value, Tv – nicht zu verwechseln mit „Belichtungszeit“). Die Gleichung (1) kann aufgeteilt werden in zwei Summanden:
{\displaystyle \log _{2}{\frac {k^{2}}{t}}=\log _{2}{k^{2}}+\log _{2}{\frac {1}{t}}=\log _{2}{k^{2}}-\log _{2}{t}} (2)
Der Blendenleitwert ist definiert als der erste dieser beiden Summanden, welcher allein von der Blendenzahl abhängt:
{\displaystyle {\text{LWk}}=\log _{2}{k^{2}}} (3)
Man kann sich das so vorstellen, dass damit die Werte der Internationalen Blendenskala einfach durchnummeriert werden – siehe Tabelle 2. Jede Erhöhung des Blendenleitwertes um eins entspricht einer Verkleinerung der Blende um einen vollen Blendenwert. Blenden größer als f/1 besitzen negative Leitwerte. Zwischenwerte sind ebenfalls möglich; so gehört beispielsweise zur Blende f/1,2 der Blendenleitwert LWk 0,5.
| Blende   | f/0,5 | f/0,7 | f/1 | f/1,4 | f/2 | f/2,8 | f/4 | f/5,6 | f/8 | f/11 | f/16 | f/22 | f/32 | f/45 | f/64 | f/90 | f/128 |
| -------- | ----- | ----- | --- | ----- | --- | ----- | --- | ----- | --- | ---- | ---- | ---- | ---- | ---- | ---- | ---- | ----- |
| LWk (Av) | −2    | −1    | 0   | 1     | 2   | 3     | 4   | 5     | 6   | 7    | 8    | 9    | 10   | 11   | 12   | 13   | 14    |

Der Zeitleitwert ist entsprechend als der zweite Summand aus Gleichung (2) definiert, welcher allein von der Belichtungszeit abhängt:
{\displaystyle {\text{LWt}}=\log _{2}{\frac {1}{t}}} (4)
Jede Erhöhung des Zeitleitwertes um eins entspricht einer Halbierung der Belichtungszeit – siehe Tabelle 3. Belichtungszeiten länger als 1 s besitzen negative Leitwerte. Zwischenwerte sind ebenfalls möglich; so gehört beispielsweise zur Belichtungszeit 1/90 s der Zeitleitwert LWt 6,5.
| Zeit     | 2 s [2/1] | 1 s [1/1] | 1/2 s [1/2] | 1/4 s [1/4] | 1/8 s [1/8] | 1/15 s [1/16] | 1/30 s [1/32] | 1/60 s [1/64] | 1/125 s [1/128] | 1/250 s [1/256] | 1/500 s [1/512] | 1/1000 s [1/1024] | 1/2000 s [1/2048] | 1/4000 s [1/4096] | 1/8000 s [1/8192] |
| -------- | --------- | --------- | ----------- | ----------- | ----------- | ------------- | ------------- | ------------- | --------------- | --------------- | --------------- | ----------------- | ----------------- | ----------------- | ----------------- |
| LWt (Tv) | −1        | 0         | 1           | 2           | 3           | 4             | 5             | 6             | 7               | 8               | 9               | 10                | 11                | 12                | 13                |

Mit den Gleichungen (1), (3) und (4) kann die Gleichung (2) formuliert werden als:
{\displaystyle {\text{LW}}={\text{LWk}}+{\text{LWt}}} (5)
Das heißt, durch die Addition des Blendenleitwertes und des Zeitleitwertes ergibt sich der Lichtwert der betreffenden Zeit-Blenden-Kombination.

## Helligkeit und Filmempfindlichkeit

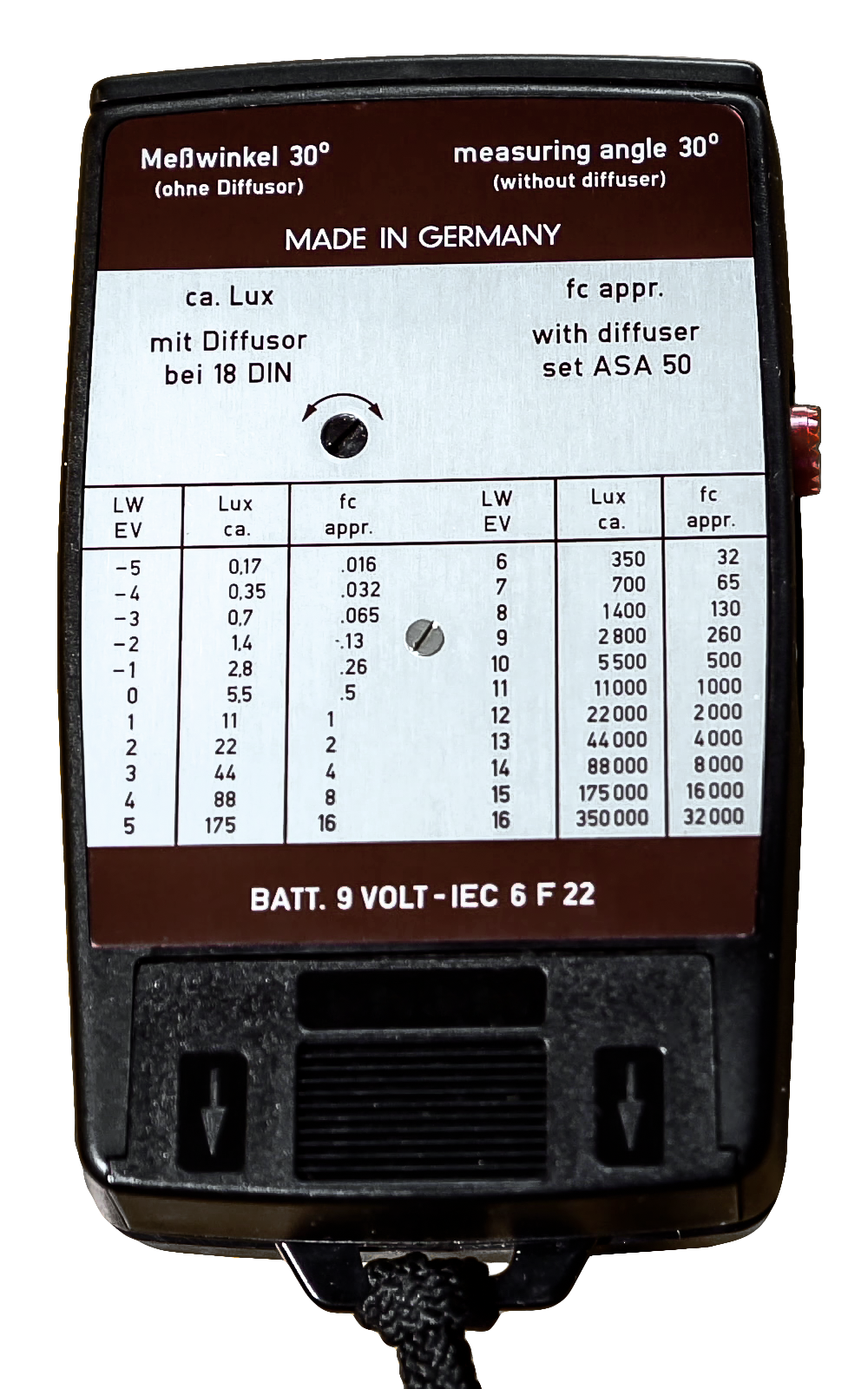
Tabelle auf der Rückseite des Belichtungsmessers Gossen Profisix zur behelfsmäßigen Ermittlung von Beleuchtungsstärken in Lux und fc aus Lichtwerten bei ISO 50/18°

Lichtwerte beschreiben Zeit-Blenden-Kombinationen, keine Helligkeiten. Ein Zusammenhang zwischen Lichtwert und Helligkeit kann nur unter Bezugnahme auf eine Filmempfindlichkeit bzw. einen Belichtungsindex (engl. exposure index, E.I., angegeben in ASA- bzw. linearen ISO-Werten) hergestellt werden. Der Belichtungsindex repräsentiert eine Lichtmenge, und der Belichtungsindex, der für ein konkretes fotografisches Medium zu einer korrekt belichteten Aufnahme führt, ist die Empfindlichkeit jenes Mediums.
Eine Messung reflektierten Lichtes mit einem Belichtungsmesser löst folgende Gleichung:
{\displaystyle {\frac {k^{2}}{t}}={\frac {L\cdot S}{K}}}        (6)
Dabei stehen
- k für die Blendenzahl,
- t für die Belichtungszeit in Sekunden,
- L für die Leuchtdichte des Motivs in Candela pro Quadratmeter,
- S für den Belichtungsindex in ASA und
- K für die Objektmessungs-Kalibrierungskonstante des Belichtungsmessers in Candelasekunden pro Quadratmeter.

Entsprechend löst eine Messung einfallenden Lichtes mit einem Belichtungsmesser folgende Gleichung:
{\displaystyle {\frac {k^{2}}{t}}={\frac {E_{v}\cdot S}{C}}}        (7)
Dabei stehen
- k für die Blendenzahl,
- t für die Belichtungszeit in Sekunden,
- Ev für die Beleuchtungsstärke des Lichtes in Lux,
- S für den Belichtungsindex in ASA und
- C für die Lichtmessungs-Kalibrierungskonstante des Belichtungsmessers in Luxsekunden.

Das heißt, der Belichtungsmesser übersetzt die gemessene Leuchtdichte L (bei Objektmessung) bzw. Beleuchtungsstärke Ev (bei Lichtmessung) in eine Schar von Zeit-Blenden-Kombinationen k und t (einen Lichtwert), welche für den gewählten Belichtungsindex S (die Empfindlichkeit) zu einer korrekt belichteten Aufnahme führen werden. Insbesondere wird eine Änderung des Belichtungsindex bei gleichbleibender Motivhelligkeit zur Ermittlung einer anderen Zeit-Blenden-Kombination und damit eines anderen Lichtwertes führen. Ohne Bezug auf einen Belichtungsindex ist keine Zuordnung einer Zeit-Blenden-Kombination bzw. eines Lichtwertes zu einer Motivhelligkeit möglich.
Um bei gegebener Motivhelligkeit den für einen gegebenen Belichtungsindex S0 ermittelten Lichtwert umzurechnen in den Lichtwert für einen anderen Belichtungsindex S, addiert man die Zahl der Verdoppelungen, die zwischen S0 und S liegen (wenn S größer ist als S0) bzw. subtrahiert die Zahl der Halbierungen (wenn S kleiner ist als S0). So ist zum Beispiel der Lichtwert für ISO 1600/33° (E.I. 1600) um drei größer und der für ISO 50/18° (E.I. 50) um zwei kleiner als der für ISO 200/24° (E.I. 200). Sei also LWS0 der für Belichtungsindex S0 ermittelte Lichtwert. Dann berechnet sich bei gleichbleibender Motivhelligkeit der Lichtwert LWS für Belichtungsindex S als:
{\displaystyle {\text{LW}}_{S}={\text{LW}}_{S_{0}}+\log _{2}{\frac {S}{S_{0}}}}        (8)
Das bedeutet nichts anderes, als dass bei konstanter Motivhelligkeit pro Verdoppelung der Empfindlichkeit um eine Blendenstufe weiter abgeblendet oder die Belichtungszeit halbiert werden muss.

## Lichtwert und APEX-System
Der Lichtwert sowie seine beiden Leitwerte, aus denen er zusammengesetzt ist, sind Teil des umfassenderen APEX-Systems. Dieses definiert zusätzlich Leitwerte für Helligkeit und Empfindlichkeit. Blendenleitwert Av (engl. aperture value), Zeitleitwert Tv (engl. time value) sowie deren Summe, den Lichtwert Ev (engl. exposure value, nicht zu verwechseln mit Beleuchtungsstärke Ev) kennen wir schon (sämtliche Formelzeichen wie oben):
{\displaystyle {\text{Ev}}=\log _{2}{\frac {k^{2}}{t}}}        (1')
{\displaystyle {\text{Av}}=\log _{2}{k^{2}}}        (3')
{\displaystyle {\text{Tv}}=\log _{2}{\frac {1}{t}}}        (4')
Die weiteren Größen des APEX-Systems sind der Helligkeitsleitwert Bv (engl. brightness value) und Empfindlichkeitsleitwert Sv (engl. speed value). Sie sind wie folgt definiert:
{\displaystyle {\text{Bv}}=\log _{2}{\frac {3,125\cdot L}{K}}=\log _{2}{\frac {3,125\cdot E_{v}}{C}}}        (9)
{\displaystyle {\text{Sv}}=\log _{2}{\frac {S}{3,125}}}        (10)
Der Faktor 3,125 in den Gleichungen (9) und (10) dient dazu, den Nullpunkt der Sv-Skala auf den Belichtungsindex ISO 3/6° (exakter Wert: ASA 3,125 = 6 DIN) zu verschieben – siehe Tabelle 4. Ohne diesen Faktor läge der Nullpunkt der Sv-Skala bei ISO 1/1,07° = ASA 1,00 = 1,07 DIN und ergäbe somit für die ISO-Hauptwerte „krumme“ Zahlen.
Damit lassen sich die Zusammenhänge zwischen Blende, Belichtungszeit Lichtwert, Empfindlichkeit und Helligkeit sehr einfach und elegant formulieren. Aus Gleichung (2) bzw. (5) wird in APEX-Notation:
{\displaystyle {\text{Ev}}={\text{Av}}+{\text{Tv}}}        (11)
Die Gleichungen (6) und (7) lauten in APEX-Notation:
{\displaystyle {\text{Ev}}={\text{Bv}}+{\text{Sv}}}        (12)
Und aus den Gleichungen (11) und (12) folgt unmittelbar:
{\displaystyle {\text{Bv}}={\text{Av}}+{\text{Tv}}-{\text{Sv}}={\text{Ev}}-{\text{Sv}}}        (13)
Damit ist der Helligkeitsleitwert Bv identisch mit dem Lichtwert bei ISO 3/6°. Doch anstelle des Bezuges auf diese ungebräuchliche (weil extrem niedrige) Empfindlichkeit hat die Angabe von Helligkeiten als „Lichtwert bei ISO 100/21“ (manchmal abgekürzt als EV100) unter Fotografen eine gewisse Verbreitung gefunden. Auch für die Angabe z. B. von Arbeitsbereichen von Belichtungsmessern oder Autofokus-Systemen ist diese abgeleitete Einheit üblich. Dagegen ist nichts einzuwenden, solange der Bezug auf eine Empfindlichkeit nicht unterschlagen und EV und EV100 nicht miteinander verwechselt werden.
Die Schreibweisen der Leitwerte (values) des APEX-Systems sind uneinheitlich in der Literatur. Man kann sie auch mit großem V (EV, AV, TV etc.) oder mit kleinem V als tiefgestelltem Index finden.
| ISO lin. (ASA) | 3 [3,125] | 6 [6,25] | 12 [12,5] | 25  | 50  | 100 | 200 | 400 | 800 | 1600 | 3200 | 6400 | 12.500 [12.800] | 25.000 [25.600] | 50.000 [51.200] | 100.000 [102.400] |
| -------------- | --------- | -------- | --------- | --- | --- | --- | --- | --- | --- | ---- | ---- | ---- | --------------- | --------------- | --------------- | ----------------- |
| ISO log. (DIN) | 6°        | 9°       | 12°       | 15° | 18° | 21° | 24° | 27° | 30° | 33°  | 36°  | 39°  | 42°             | 45°             | 48°             | 51°               |
| Sv             | 0         | 1        | 2         | 3   | 4   | 5   | 6   | 7   | 8   | 9    | 10   | 11   | 12              | 13              | 14              | 15                |